# Andrey Vorontsevich
Andrey Vorontsevich (Omsk, 17 de julho de 1987) é um basquetebolista profissional russo, atualmente joga no CSKA Moscou.

## Carreira
Andrey Vorontsevich integrou a Seleção Russa de Basquetebol, em Pequim 2008, que terminou na nona colocação.

## Ligações Externas
- Perfil na Euroleague